# Bélaváry Burchard Erzsébet
Burchard-Bélaváry Erzsébet (Székesfehérvár 1897. november 9. – Budapest, 1987. augusztus 17.) magyar pedagógus. Nemesi előnevét – szocialista érzelmű lévén – szakmai publikációiban nem használta.

## Életpályája
A tanítónőképző elvégzése után Bécsben tanult, majd több évig Hollandiában tanulmányozta az ottani Montessori iskolákat. (Hollandiában volt akkor a mozgalom központja.) Montessori több könyvét fordította magyarra. Budapesten magánóvodát (1927–1944) és magániskolákat (1928–1941) működtetett Montessori módszerével. Óvodáját az árjásító zsidótörvény miatt zárta be: származási alapon nem volt hajlandó egyetlen gyereket sem elküldeni.
1945-ben a Népjóléti Minisztérium Kisdedóvási Osztályának vezetőjévé nevezték ki. 1948-ban a Huba utcai pedagógiai gimnázium igazgatója lett. 1956–1957 között az Oktatási Minisztérium Szakértői Bizottságában a középfokú végzettségre épülő felsőfokú óvónőképzés koncepcióján dolgozott. 1959-től három éven át az egyik ilyen intézet, a kecskeméti óvónőképző igazgatója. Nyugdíjba vonulása (1962) után az Országos Pedagógiai Intézet külső munkatársaként részt vett az 1972-ben bevezetett Óvodai Nevelési Program kidolgozásában. A matematikai foglalkozások módszertanát fejlesztette tovább a Montessori-eszközök felhasználásával.

## Főbb munkái
- A Montessori-féle kisdedóvóintézet. Kisdednevelés, 1926. 167-175.;
- Montessori-módszer és tanmenet. Pedagógiai Szeminárium, 1936. 9. 513-518.;
- Az írás szerepe a 6-10 éves gyermek életében. A Gyermek, 1933. 29-39.;
- Visszaemlékezésem Montessori-rendszerű magánóvodámra és magán-„népiskolámra”. Pedagógiai Szemle, 1987. 12. 1187-1207.